# اسکرین‌پلی
اسکرین‌پلی (انگلیسی: ScreenPlay) یک مجموعه آنتولوژی درام بریتانیایی است که مابین سال‌های ۱۹۸۶ تا ۱۹۹۳ از شبکهٔ بی‌بی‌سی دو پخش شد.

## گزیدهٔ بازیگران

### فصل اول
- کالین فارل
- ژاکلین هیل
- کلایو سوئیفت
- جوان هیکسون
- دنیس هوثورن
- آنتونی مایر
- کارولین میلمو
- جان پی. رایان
- تریسی چپمن
- بندیکت تیلور
- کالین بلکلی
- رووینا کوپر
- هیو کوارشی
- کریستوفر نیکول
- کلیفورد رز
- کیت فاهی
- پاتریک استوارت
- جان ساویدنت
- نیکلاس لو پریوو
- جافری بیورز
- استیون دیلین
- یولاندا باسکس
- فیبی فاکس
- ایان کالیر
- رابرت هاردی
- بنجامین ویترو
- جودی کرنول
- جوانا دیوید
- آنت کراسبی
- ریچارد اوکالاهان
- اَوریل اِلگار
- باربارا لی-هانت
- دیوید کیلتر
- مارگارتا اسکات
- باربارا هیکس

### فصل دوم
- مارک کینگستون
- موریس دنهام
- جاناتان آدامز
- دیوید دی کایسر
- جان استراید
- کالین ولند
- دیوید کالدر
- شیلا رینر
- پیتر کاپلی
- جان باسوال
- مارجری میسن
- دایانا کوپلند
- پگی مونت
- بروس مانتگیو
- بیل پترسون
- دیوید هوروویچ
- ایان شارپ
- پل مک‌گان
- سیمون کالو
- مایکل گاف
- دایانا کوئیک
- چارلز گری
- پاتریشا هیز
- سوفی تامپسون
- مگ وین اوون
- ری مک‌آنالی
- استیون ری
- ایان کاتبرتسون
- باسکو هوگن
- نیال تویبین
- ایان مک‌الینی
- جرالد مک‌سورلی
- آنتونی هیگینز
- یوان استوارت
- لئونارد مگوایر
- سعید جعفری
- دنیس کیلی
- بیل پترسون
- جیمی یوئیل
- ریچارد کردری
- پاتریک گادفری
- دیوید کیلتر
- کنی ایرلند
- بیل توماس
- جین هرکس
- نیل دادجن
- سوزان براون
- دیوید تیولیس
- لسلی شارپ

### فصل سوم
- جان بنفیلد
- ترور کوپر
- لین ردگریو
- سایمن مک‌برنی
- ریچارد هپ
- لیز فریزر
- جولیت استیونسون
- جف فرانسیس
- نیکلاس دی
- موریس کافمن
- کارل جانسون
- کنت کرانام
- رالف برون
- شریل میلر
- ایندیرا جوشی
- مایکل مالونی
- لینزی بکستر
- دیوید رایل
- رابرت ادی
- رالف واتسون
- ریچارد لینترن
- مارتین کلونز
- مایلز ریچاردسن

### فصل چهارم
- ویکتوریا شالت
- پل کاپلی
- درموت کرولی
- الون آرمسترانگ
- رابسون گرین
- ملانی هیل
- رالف واتسون
- رزالیند بیلی
- سوزان براون
- بنجامین ویترو
- آنت بدلند
- دارا اومالی
- جک شپرد
- کنث هی
- سالی دکستر
- دامینیک مالدونی
- النور دیوید
- نایجل هاثورن
- آلن ریکمن
- ایان کاتبرتسون
- پیتر جفری
- پرونلا اسکیلز
- آنت کراسبی
- رونالد هاینس
- جف راولی
- جیمز گرین
- شینید کیوسک
- دیوید ترلفال
- سیلوسترا لو توزل
- موریس دنهام
- آلیسون استدمن
- جک دیم
- پائولین یتس

### فصل پنجم
- دیوید جیسون
- رووینا کوپر
- کان اونیل
- کیتی برک
- ایملدا استنتون
- ساسکیا ریوز
- برندا بروس
- بیل نای
- آلن کوردانر
- ریچارد هُـپ
- ایان کاتبرتسون
- کوین واتلی
- روت شین
- لسلی شارپ
- نیل دادجن
- سم کلی
- ریچل بل
- باربارا هیکس
- شرلی استلفوکس
- ایملدا استنتون
- آدریان دونبار
- دنیس هوثورن
- کنلت هیل
- آنتونی شر
- گوئن تیلور
- لاینس روچ
- شان بین
- جان ثا
- تام بل
- جولی ریچاردسون
- دیوید موریسی
- پیت پاستویت
- جان بنت
- پل باربر
- گری مِـی‌وِرس
- برنارد هیل
- باب پک
- فردی جونز
- سراخا کیوسک
- ایان کاتبرتسون
- ترور پیکاک
- رالف نوسک
- لی راس
- جاناتان فیرث
- موریس پری
- تیم مک‌اینرنی
- جان کونا
- باسکو هوگن

### فصل ششم
- تام کورتنی
- لینزی دانکن
- میراندا ریچاردسون
- نیک موران
- الیور کاتن
- ترور کوپر
- تیموتی اسپال
- لری لمب
- سوزان وولدریج
- لئو بیل
- آرتور وای‌براو
- تی. پی. مک‌کنا
- سوفی وارد
- هیو فریزر
- جان کَـوَنا
- نیک دانینگ
- آماندا باکسر
- یوجین لیپینسکی
- وینگ ریمز
- اریک لا سال
- جین هرکس
- گوئن تیلور
- ری وینستون
- سیلوسترا لو توزل
- النور برون
- دیوید موریسی
- پل بهاتاچارجی
- دنی وب
- لورنس کوت
- روت شین
- سیلوسترا لو توزل
- جیم نورتون
- ایان بانن
- جان هرت
- دیوید تیولیس

### فصل هفتم
- وندی هیلر
- زوئی وانامیکر
- مج راین
- پاتریشیا کوئین
- آدریان دونبار
- پاتریک مالاهید
- میشل فرلی
- جمیروکوای
- جین هرکس
- لسلی منویل
- نیکلاس وودسان
- دیوید بردلی
- کارول مک‌ریدی
- ژوزت سایمون
- سو جانستون
- یول وازکوئز
- توماس میلیان
- تیلدا سوینتن
- پیتر بویل
- میگل ساندووال
- کریستوفر اکلستون
- پدرو آرمنداریز
- گریفین دان
- جانی ماهونی
- ران واوتر
- پیتر گلگر
- میسون آدامز
- ران ریفکین
- کریستین برنسکی
- جرالدین مک‌ایوان
- کریستوفر اکلستون
- ایدی الن
- کنت کرانام
- تیموتی اسپال
- الکس جنینگز
- الن کامینگ
- اما فیلدینگ
- دکستر فلچر
- بندیکت وانگ
- وینسنت وانگ
- برونا گالاگر
- فرانک گریمز
- جیمز گرین
- ایان مک‌الینی
- جان کیگان

### فصل هشتم
- مارک رایلنس
- الیزابت بورگین
- برندن گلیسون
- استوارت گراهام
- جیمز نسبیت
- باسکو هوگن
- استیون ری
- جو بولر
- ریچارد ویلسون
- درک جاکوبی
- ناتانیل پارکر
- کنت کرانام
- کاترین راسل
- نیکلاس فارل
- کلایو راسل
- کریستوفر فولفورد
- جرالد سیم
- کیت هاردی
- آیدان گیلن
- جرج کاستیگان
- اندرو تیرنان
- استیون مکینتاش
- رابرت کارلایل
- پترسون جوزف
- الن تامس
- مارک استرانگ
- کوین آلن
- رابی کالترین
- جان سشنز
- کارول مک‌ریدی
- سلیا ایمری